# Toru Yoshikawa
Toru Yoshikawa (吉川 亨, Yoshikawa Toru, Mie, 13 december 1961) is een Japans voormalig voetballer die als middenvelder speelde.

## Clubcarrière
In 1977 ging Yoshikawa naar de Yokkaichi Chuo Technical High School, waar hij in het schoolteam voetbalde. Nadat hij in 1980 afstudeerde, ging Yoshikawa spelen voor Hitachi. Hij tekende in 1992 bij Kyoto Purple Sanga. Hij tekende in 1995 bij FC Kyoken. Yoshikawa beëindigde zijn spelersloopbaan in 2000.

## Japans voetbalelftal
Toru Yoshikawa debuteerde in 1983 in het Japans nationaal elftal en speelde 1 interland.

## Statistieken
| Japans voetbalelftal | Japans voetbalelftal | Japans voetbalelftal |
| Jaar                 | Wed.                 | Dlp.                 |
| -------------------- | -------------------- | -------------------- |
| 1983                 | 1                    | 0                    |
| Totaal               | 1                    | 0                    |